# Thuyền buồm tại Đại hội Thể thao Đông Nam Á 2017
Thuyền buồm tại Đại hội Thể thao Đông Nam Á năm 2017 diễn ra từ ngày 21 đến 29 tháng 8 tại National Sailing Centre, Langkawi, Malaysia, với sự tham gia của các đoàn khu vực thi đấu ở nhiều nội dung tiêu chuẩn quốc tế, bao gồm winfsurfing RS One, Laser Standard, Laser Radial, thuyền Optimist (U16), International 420 (U19), International 470 và các nội dung đua đội như Team Racing Laser Standard (nam) và Laser Radial (nữ) trong danh mục hỗn hợp.
Kết quả chung cuộc cho thấy sự vượt trội của đoàn Malaysia trên sân nhà với 6 tấm huy chương vàng, xếp thứ nhất toàn đoàn.

## Bảng huy chương
| Hạng               | Đoàn               | Vàng | Bạc | Đồng | Tổng số |
| ------------------ | ------------------ | ---- | --- | ---- | ------- |
| 1                  | Malaysia           | 6    | 4   | 4    | 14      |
| 2                  | Thái Lan           | 4    | 6   | 4    | 14      |
| 3                  | Singapore          | 4    | 3   | 5    | 12      |
| 4                  | Philippines        | 0    | 1   | 1    | 2       |
| Tổng số (4 đơn vị) | Tổng số (4 đơn vị) | 14   | 14  | 14   | 42      |

## Tóm tắt kết quả

### Nam
| Nội dung                       | Vàng                                                                        | Bạc                                                                 | Đồng                                                                  |
| ------------------------------ | --------------------------------------------------------------------------- | ------------------------------------------------------------------- | --------------------------------------------------------------------- |
| Windsurfing RS One             | Natthaphong Phonoppharat · Thái Lan                                         | Geylord Coveta · Philippines                                        | Illham Wahab · Malaysia                                               |
| Laser Standard                 | Ryan Lo · Singapore                                                         | Keerati Bualong · Thái Lan                                          | Khairulnizam Afendy · Malaysia                                        |
| Laser Radial                   | Ahmad Latif Khan · Malaysia                                                 | Bernie Chin Cheok Khoon · Singapore                                 | Apiwat Sringam · Thái Lan                                             |
| Optimist (U16)                 | Muhammad Fauzi Kaman Shah · Malaysia                                        | Panwa Boonnak · Thái Lan                                            | Max Victor Teo Li Chen · Singapore                                    |
| International 420 (U19)        | Malaysia · Muhamad Uzair Amin Yusof · Naquib Eiman Shahrin                  | Thái Lan · Suthon Yampinid · Nopporn Booncherd                      | Singapore · Koh Yi Nian · Wong Riji                                   |
| International 470              | Malaysia · Mohamad Faizal Norizan · Ahmad Syukri Abdul Aziz                 | Thái Lan · Navee Thamsoontorn · Nut Butmarasri                      | Philippines · Emersono Villena · Lester Troy Tayong                   |
| Racing Laser Standard đồng đội | Singapore · Bernie Chin Cheok Khoon · Ryan Lo Jun Han · Mark Wong Vinn Howe | Malaysia · Asri Azman · Khairulnizam Afendy · Muhammad Farhan Hamid | Thái Lan · Chusitt Punjamala · Jarupong Meeyusamsen · Keerati Bualong |

### Nữ
| Nội dung                     | Vàng                                                                         | Bạc                                                                          | Đồng                                                                                 |
| ---------------------------- | ---------------------------------------------------------------------------- | ---------------------------------------------------------------------------- | ------------------------------------------------------------------------------------ |
| Windsurfing RS One           | Siripon Kaewduang-ngam · Thái Lan                                            | Geh Cheow Lin · Malaysia                                                     | Nicole Lim Si Ning · Singapore                                                       |
| Laser Radial                 | Jillian Lee Sook Ying · Singapore                                            | Nur Shazrin Mohamad Latif · Malaysia                                         | Kanapan Pachatikapanya · Thái Lan                                                    |
| Optimist (U16)               | Nurul Shazwanie Saad · Malaysia                                              | Palika Poonpat · Thái Lan                                                    | Koh Radiance · Singapore                                                             |
| International 420 (U19)      | Thái Lan · Sutida Poonpat · Gunyaporn Bueangbon                              | Singapore · Jodie Lai Xuan Yi · Evangeline Tan                               | Malaysia · Nur Aishah Kovo Yusri · Nurul Izzryn Shamsul Ariffin                      |
| International 470            | Singapore · Elisa Yukie Yokoyama · Cheryl Teo                                | Malaysia · Nuraisyah Jamil · Norashikin Mohamad Sayed                        | Thái Lan · Narisara Satta · Nichapa Waiwai                                           |
| Racing Laser Radial đồng đội | Thái Lan · Kamonchanok Klahan · Kanapan Pachatikapanya · Vanicha Chomtongdee | Singapore · Simone Chen Wenqi · Jessica Goh Kai Ling · Jillian Lee Sook Ying | Malaysia · Khairunneeta Afendy · Nur Shazrin Mohamad Latif · Nurliyana Mohamad Latif |

### Hỗn hợp
| Nội dung                       | Vàng | Bạc | Đồng |
| ------------------------------ | --- | --- | --- |
| Racing Optimist (U16) đồng đội | Malaysia · Israr Hazim Ismail · Muhammad Fauzi Kaman Shah · Muhammad Syafie Ali · Nor Nabila Natasha Nazri · Nurul Shazwanie Saad | Thái Lan · Intira Panpiboon · Jedtavee Yongyuennarn · Palika Poonpat · Panwa Boonnak · Saranwong Poonpat | Singapore · Finian Lee Tze Yang · Koh Radiance · Max Victor Teo Li Chen · Muhammad Daniel Kei Yazid · Ron Koh Jieran |